# Sofievca, Taraclia
Sofievca este un sat din componența comunei Albota de Sus din raionul Taraclia, Republica Moldova.

## Demografie

### Structura etnică
Structura etnică a localității conform recensământului populației din 2004:
| Grup etnic                    | Populație | % Procentaj |
| ----------------------------- | --------- | ----------- |
| Găgăuzi                       | 339       | 40,84%      |
| Băștinași declarați Moldoveni | 239       | 28,80%      |
| Bulgari                       | 164       | 19,76%      |
| Ruși                          | 42        | 5,06%       |
| Ucraineni                     | 31        | 3,73%       |
| Alții                         | 15        | 1,81%       |
| Total                         | 830       | 100%        |